# Gare de Dingle
La gare de Dingle (suédois: Dingle station) est une gare ferroviaire suédoise, de la ligne du Bohus, située à Dingle sur le territoire de la commune de Munkedal dans le Comté de Västra Götaland.

## Situation ferroviaire
La gare de Dingle est située au point kilométrique (PK) 119 de la ligne du Bohus entre les gares d'Hällevadsholm et de Munkedal.

## Histoire et patrimoine ferroviaire
La gare de Dingle est mise en service le 16 décembre 1903, lors de la mise en service de la section nord de la ligne du Bohus. Elle dispose d'un bâtiment voyageurs en brique d'un modèle type de la ligne dû à l'architecte Folke Zettervall.
La gare de Dingle était bien fréquentée par les habitants de la région.

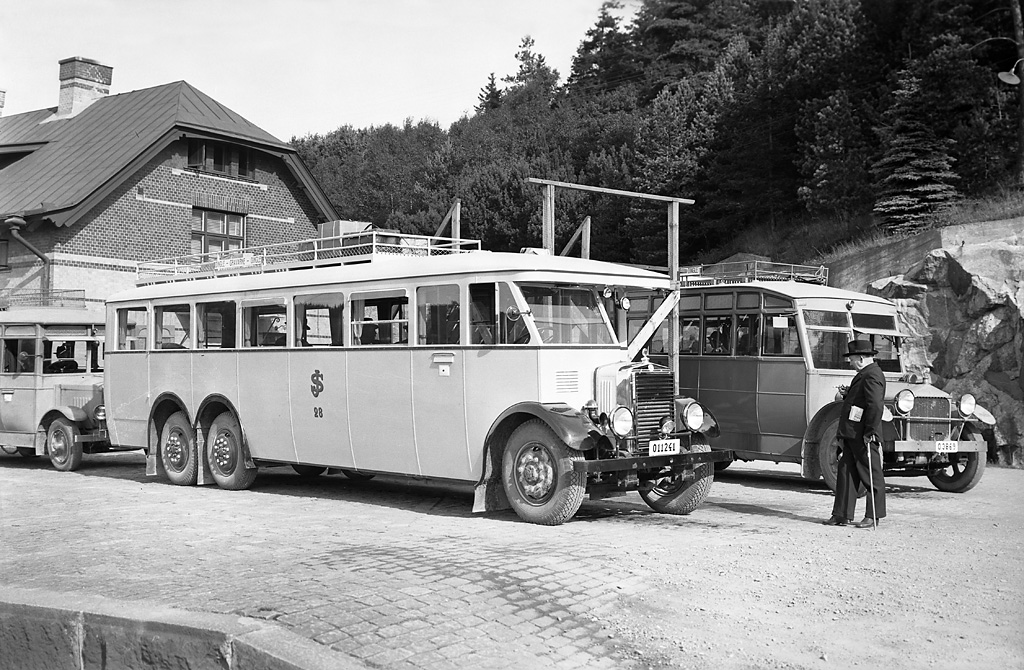
Autobus du SJ à la gare, vers 1931.

La gare était desservie par le premier bus interurbain de la Suède qui circulait sur la relation Dingle - Gravarne La gare servait comme la première gare d’autobus du Bohusläns.
La SJ a repris le service d’autobus dans la région en 1921 (après un essai en 1911) avec l’amélioration des routes. Trois des quatre lignes de la région desservent la gare de Dingle.
En 2007 la salle d'attente du bâtiment est fermée au service voyageurs.

## Service des voyageurs

### Desserte
Dingle est desservie par des trains de la relation Strömstad - Göteborg (ligne 130).

### Intermodalité
Des bus desservent la gare .